# Маріо Фалангола
Маріо Фалангола (італ. Mario Falangola, 8 серпня 1880, Рим - 14 липня 1967, Рим)  - італійський адмірал, учасник Першої та Другої світових воєн.

## Біографія
Маріо Фалангола народився 8 серпня 1880 року у Римі. У 1899 році вступив до Військово-морської академії в Ліворно, яку закінчив у 1902 році у званні гардемарина. У званні лейтенанта брав участь в італійсько-турецькій війні (1911-1912) на борту крейсера «Джузеппе Гарібальді».

### Перша світова війна
На момент вступу Італії у Першу світову війну 24 травня 1915 року Маріо Фалангола ніс службу на борту лінкора «Леонардо до Вінчі». Проте незабаром був переведений на підводний флот. З 1916 року командував підводними човнами «Арго», «F7» і зрештою «Лоренцо Марчелло». Під його командуванням ці підводні човни потопили два австро-угорські кораблі: допоміжне судно «Pelagosa» і транспортний корабель «Euterpe», внаслідок чого загинуло 555 австро-угорських солдатів.
За участь у Першій світовій війні тричі був нагороджений Срібною і двічі Бронзовою Медалями «За військову доблесть».

### Міжвоєнний період
Після закінчення війни у 1925 році Маріо Фалангола отримав звання капітана I рангу. З 1929 року командував крейсерами-скаутами «Тігре» і потім «Леоне». З 1932 року командував лінкором «Джуліо Чезаре». Того ж 1932 року отримав звання контрадмірала.
Протягом 1932-1933 років очолював Військово-морське командування на Сицилії. Протягом 1933-1934 років командував Військово-морським Арсеналом Ла-Спеції.
У 1935 році отримав звання дивізійного адмірала і призначений інспектором з будівництва нових кораблів. З лютого 1935 року командував підводними силами флоту. В цей період він сприяв розвитку людино-керованих торпед «Майяле», якими згодом оснащувались флотилії бойових плавців.
У 1936 році командував 7-ю морською дивізією, його флагманським кораблем був крейсер «Еудженіо ді Савойя». 1 січня 1937 року отримав звання ескадреного адмірала та був призначений командувачем Корпусу управлінь начальників портів.

### Друга світова війна
20 липня 1939 року Маріо Фалангола був призначений командувачем новоствореного Командування підводного флоту (італ. Comando in Capo della Squadra Sommergibili). На цій посаді він перебував на момент вступу Італії у Другу світову війну 10 червня 1940 року. Він командував діями італійського підводного флоту під час битви на Середземному морі до грудня 1941 року.
9 грудня 1941 року, відразу після написання великої доповіді, в якій він висвітлив недоліки італійських підводних сил (щодо підготовки, технічних характеристик підводних човнів, доктрини застосування, співпраці з ВПС), Маріо Фалангола був зміщений з посади  і призначений командувачем Корпусу управлінь начальників портів. На посаді командувача підводних сил флот його замінив адмірал Антоніо Леньяні.
Після капітуляції Італії 8 вересня 1943 року Маріо Фалангола, палкий прихильний фашизму, одразу погодився на подальшу співпрацю з німцями. Він одразу перейшов на сторону Італійської соціальної республіки в з 30 вересня був комісаром військово-морських сил відритого міста Рим, замінивши на цій посаді Еміліо Феррері. 25 грудня того ж року залишив цю посаду і був призначений командувачем Корпусу управлінь начальників портів. Він перебував на цій посаді до квітня 1945 року. 
У травні 1945 року рухався разом з німецькими військами, що відступали у напрямку Бреннеро, і поблизу Больцано здався Комітету національного звільнення Північної Італії (італ. Comitato di Liberazione Nazionale Alta Italia). Протягом нетривалого періоду був поміщений у табір військовополонених поблизу Пізи.
За співпрацю з Італійською соціальною республікою Маріо Фалангола був засуджений військовим трибуналом на чотири роки ув'язнення. Проте Вищий військово-морський трибунал (італ. Tribunale Supremo Militare) скасував вирок спочатку через відсутність складу злочину, і потім вдруге через амністію.
У червні 1945 року Маріо Фалангола вийшов у відставку.
Помер у Римі 14 липня 1967 року.

## Нагороди
- Срібна медаль «За військову доблесть» (нагороджений тричі)
- Бронзова медаль «За військову доблесть»  (нагороджений двічі)
- Офіцер військового ордена Італії
- Кавалер Ордена Корони Італії
- Офіцер Ордена Святих Маврикія та Лазаря
- Офіцер Колоніального Ордена Зірки Італії
- Срібна медаль «За доблесну службу на флоті» (нагороджений двічі)
- Пам'ятна медаль за кампанії в Африці
- Пам'ятна медаль італійсько-турецької війни 1911—1912
- Медаль «В пам'ять об'єднання Італії»
- Медаль Перемоги
- Золотий хрест за вислугу років
- Маврикіанська медаль заслуг за 10 п'ятиліть бездоганної військової кар'єри